# Pelonomi Venson-Moitoi

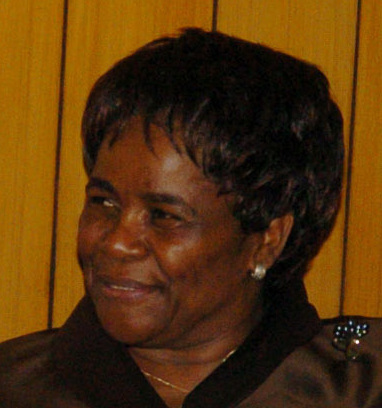
Venson-Moitoi (2007)

Pelonomi Venson-Moitoi (* 31. Mai 1951) ist eine botswanische Politikerin (Botswana Democratic Party) und Journalistin. Sie leitete ab 2001 verschiedene Ministerien und wurde 2018 aus dem Kabinett entlassen, nachdem sie angekündigt hatte, gegen den amtierenden Präsidenten und Parteifreund Mokgweetsi Masisi für die Präsidentschaft der Partei zu kandidieren. 

## Leben
Pelonomi Venson-Moitoi studierte Journalismus und arbeitete bei der Zambia Daily Mail in Sambia und Mmegi wa Dikgong. Sie erwarb einen Master-Abschluss in Public Administration an der Central Michigan University. 1999 zählte Venson-Moitoi zu den ernannten Abgeordneten der National Assembly. 2001 wurde sie Minister of Works, Transport and Communications, von 2002 bis 2004 war sie Minister of Trade, Industry, Wildlife and Tourism, später Minister of Environment, Wildlife and Tourism. Sie wurde 2004 im Wahlkreis Serowe erneut in das Parlament gewählt und wurde Minister of Communications, Science and Technology. In der folgenden Legislaturperiode behielt sie unter Ian Khama ihren Parlamentssitz und das Ressort, bis sie zum Minister of Education and Skills Development ernannt wurde. 2014 bis 2018 war sie Außenministerin. 2017 kandidierte sie vergeblich für den Vorsitz der Kommission der Afrikanischen Union. Unter dem neuen Präsidenten Masisi wurde sie 2018 Minister of Local Government and Rural Development.
Als sie im Dezember 2018 ihre Kandidatur um das Präsidentenamt der BDP gegen den Parteifreund Masisi ankündigte, entließ er sie umgehend aus dem Kabinett. Sie ist weiterhin Abgeordnete. Unterstützt wird sie von Mitgliedern der traditionellen Herrscherfamilie, darunter Ian Khama, und ehemaligen Militärs, die unter Khamas Regierung mit dem Staat Geschäfte machten. Sie zog ihre Kandidatur wenige Stunden vor der Abstimmung am 6. April 2019 zurück. Wäre sie gewählt worden, hätte Masisi als Präsident Botswanas zurücktreten müssen.
Venson-Moitoi ist mit Prince Moitoi verheiratet. Sie hatten drei Kinder, von denen der ältere Sohn früh starb. Sie lebt auf einer Farm in Kang.

## Ehrungen
Venson-Moitoi hält mehrere Ehrendoktorwürden, darunter seit 2012 von der malaysischen Limkokwing University of Creative Technology, die eine Niederlassung in Botswana betreibt.